# Donnione
Donnione  è un nome proprio di persona italiano maschile.

## Varianti
- Maschili: Domnione

### Varianti in altre lingue
- Catalano: Dómnius[2], Domnió[2]
- Croato: Duje[3]
  - Croato antico: Dujam[3]
- Latino: Domnius[3]
- Russo: Домн (Domn)
- Spagnolo: Domnio[2], Domnión[2]

## Origine e diffusione

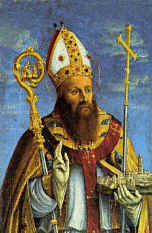
San Domnio

Deriva dal nome latino Domnius, derivato da dominus ("signore", "padrone"). Alla stessa radice risalgono anche i nomi Donnino, Donna e Donno.
In Italia gode di scarsissima diffusione. Gode invece di maggior fortuna in Croazia dove, tramite la più antica forma Dujam, si è evoluto in Duje.

## Onomastico
L'onomastico si può festeggiare in memoria di vari santi, alle date seguenti:
- 11 aprile, san Donnione, uno dei settantadue discepoli, missionario in Dalmazia e primo vescovo di Salona, martire[2][4]
- 7 maggio, san Doimo, Domnio o Donnione, terzo vescovo di Salona, martire sotto Diocleziano, patrono di Spalato[4]
- 28 dicembre, san Donnione, sacerdote romano, citato da san Girolamo e sant'Agostino[4]

## Persone

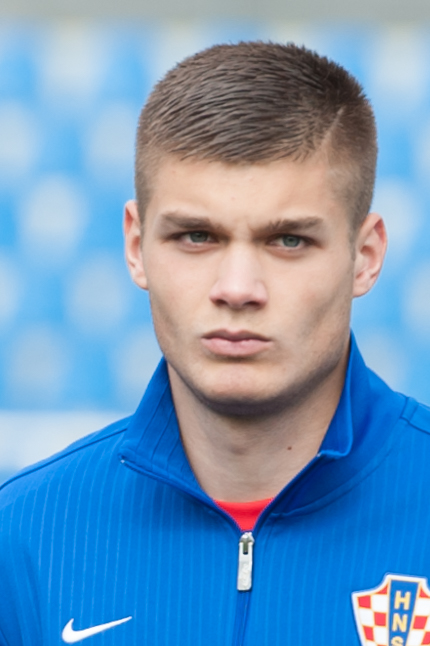
Duje Ćaleta-Car

### Variante Duje
- Duje Bonačić, canottiere croato
- Duje Ćaleta-Car, calciatore croato
- Duje Čop, calciatore croato
- Duje Draganja, nuotatore croato
- Duje Dukan, cestista croato
- Duje Krstulović, cestista croato